# Tanystylum nesiotes
Tanystylum nesiotes is een zeespin uit de familie Ammotheidae. De soort behoort tot het geslacht Tanystylum. Tanystylum nesiotes werd in 1970 voor het eerst wetenschappelijk beschreven door Child. 